# لکه‌های کوپلیک

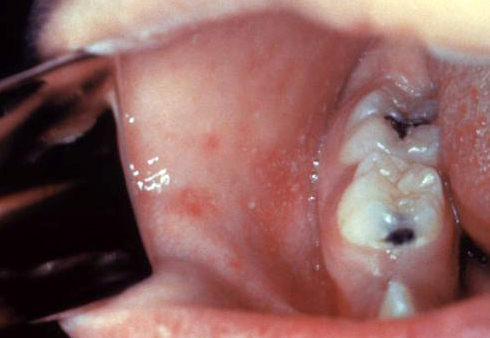
لکه‌های کوپلیک در دهان کودکی مبتلا به سرخک که به صورت «دانه‌های نمک روی زمینه مایل به قرمز» ظاهر می‌شود.

لکه‌های کوپلیک (انگلیسی: Koplik's spots) یا دانه‌های کوپلیک یا نشانهٔ کوپلیک (انگلیسی: Koplik's sign) بثورات مخاطی (اِنانتِـم) پرودرومی ویروسی هستند که ۳–۲ روز پیش از ظهور بثورات پوستی سرخک در دهان ظاهر می‌شوند. لکه‌های کوپلیک به‌صورت ضایعات خوشه‌ای و سفید رنگ روی مخاط دهانی (در مقابل دندان‌های آسیای بزرگ اول و دوم فوقانی) مشخص می‌شوند و برای سرخک پاتوگنومونیک هستند. شرح کتاب‌های درسی از لکه‌های کوپلیک به‌صورت ضایعات مخاطی زخمی است که با نکروز، اگزودای نوتروفیل و نئوواسکولاریزاسیون مشخص می‌شود. این لکه‌ها به صورت «دانه‌های نمک در پس‌زمینه ای قرمز» توصیف شده‌اند، و اغلب با شروع بثورات ماکولوپاپولار پوستی محو می‌شوند. این لکه‌ها نه تنها اهمیت تشخیصی دارند، بلکه در کنترل شیوع بیماری هم مهم هستند. ظهور آنها در فردی که دچار سرخک است، اجازه می‌دهد که فرد قبل از رسیدن به حداکثر عفونت خود را ایزوله کند و از تماس با دیگران خودداری نماید و این موضوع به کنترل این بیماریِ شدیداً واگیر کمک زیادی می‌کند.
لکه‌های کوپلیک نامش را از متخصص اطفال آمریکایی هنری کوپلیک می‌گیرد که آن را در سال ۱۸۹۶ شرح داد و بر اهمیتش تأکید کرد. جان اندرز (برندهٔ جایزهٔ نوبل) و توماس پیبلس که نخستین بار ویروس سرخک را جداسازی و کشت کردند، هنگام جمع‌آوری نمونه‌های ویروس سعی می‌کردند این کار را در مبتلایانی انجام دهند که لکه‌های کوپلیک دارند.
برخی از نویسندگان نخستین توصیف مکتوب این لکه‌ها را به پزشکی به نام «روبولت» اهل وورتسبورگ در سال ۱۸۵۴، و برخی دیگر به یوهان آندریاس موری (۱۷۹۱–۱۷۴۰) نسبت می‌دهند. قبل از هنری کوپلیک متخصص داخلی آلمانی کارل یاکوب آدولف کریستیان گرهارت در ۱۸۷۴، پزشک دانمارکی ن. فلینت در ۱۸۷۹، و پزشک روسی نیل فیلاتوف در سال ۱۸۹۵، پدیده‌های مشابهی را مشاهده کرده بودند. کوپلیک از کار فیلاتوف آگاه بود، اما شواهد او را ناکافی می‌دانست و ادعای او را برای نخستین کشف این لکه‌ها رد کرد.